# Pat O'Connor (lutador)

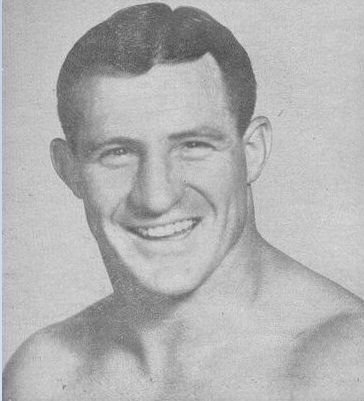
Patrick John "Pat" O'Connor foi um dos maiores lutadores de todos os tempos.

Patrick John "Pat" O'Connor (22 de agosto de 1924 - 16 de agosto de 1990) foi um lutador de wrestling profissional neozelandês, conhecido por ser um dos principais lutadores do seu tempo. O'Connor possuiu o AWA World Heavyweight Championship e o NWA World Heavyweight Championship simultaneamente, por cerca de dois anos.

## Títulos e prêmios

### Wrestling amador
- Jogos do Império Britânico de 1950: medalha de prata em freestyle wrestling (peso-pesado)
- New Zealand Heavyweight Championship (1949, 1950)

### Professional wrestling
- American Wrestling Association
  - AWA World Heavyweight Championship (1 vez)[3]
  - AWA World Tag Team Championship (1 time) – with Wilbur Snyder[4]

- Central States Wrestling
  - NWA Central States Heavyweight Championship (3 vezes)[5]
  - NWA Central States Tag Team Championship (1 vez) – com Bob Brown[6]
  - NWA North American Tag Team Championship (Central States version) (2 vezes) – com Sonny Myers[7]
  - NWA United States Heavyweight Championship (Central States version) (3 vezes)[8]
  - NWA World Tag Team Championship (Central States version) (4 vezes) – com Sonny Myers (1), Tiny Mills (1), Bob Geigel (1) e Omar Atlas (1)[9]

- Maple Leaf Wrestling
  - NWA British Empire Heavyweight Championship (Toronto version) (1 vez)[10]
  - NWA Canadian Open Tag Team Championship (1 vez) – com Whipper Billy Watson[11]

- Mid-Atlantic Championship Wrestling
  - NWA Eastern States Heavyweight Championship (1 vez)[12]

- Midwest Wrestling Association
  - Ohio Heavyweight Championship (1 vez)[13]

- Montreal Athletic Commission
  - World Heavyweight Championship (Montreal version) (2 vezes)[14]

- NWA Chicago
  - NWA World Tag Team Championship (Chicago version) (1 vez) – com Roy McClarity[15]

- NWA Rocky Mountain
  - NWA Rocky Mountain Heavyweight Championship (1 vez)[16]

- NWA New Zealand
  - NWA New Zealand British Commonwealth Heavyweight Championship (2 vezes)[17]

- Professional Wrestling Hall of Fame
  - Classe de 2007[2]

- Stampede Wrestling
  - Stampede Wrestling Hall of Fame[18]

- St. Louis Wrestling Club
  - NWA World Heavyweight Championship (1 vez)[19]

- St. Louis Wrestling Hall of Fame
  - Classe de 2007[20]

- World Wrestling Association
  - WWA World Tag Team Championship (1 vez) – com Wilbur Snyder[21]

- Wrestling Observer Newsletter awards
  - Wrestling Observer Newsletter Hall of Fame (Classe de 1996)